# Pečeňany
Pečeňany és un poble i municipi d'Eslovàquia que es troba a la regió de Trenčín. La primera menció escrita de la vila es remunta al 1323.

## Demografia
| Godina             | 1994 | 2004   | 2014   | 2024    |
| ------------------ | ---- | ------ | ------ | ------- |
| Nombre de persones | 465  | 469    | 450    | 545     |
| Diferència         |      | +0,86% | −4,05% | +21,11% |

| Godina             | 2023 | 2024   |
| ------------------ | ---- | ------ |
| Nombre de persones | 541  | 545    |
| Diferència         |      | +0,73% |